# كارلتون غودفري
كارلتون غودفري (بالإنجليزية: Carlton Godfrey)‏ هو محامي وسياسي أمريكي، ولد في 1865، وتوفي في 1965. حزبياً، نشط في الحزب الجمهوري. وقد انتخب عضو جمعية نيوجيرسي العامة.